# Vindrac-Alayrac
Vindrac-Alayrac é uma comuna francesa na região administrativa de Occitânia, no departamento de Tarn. Estende-se por uma área de 9,82 km². Em 2010 a comuna tinha 153 habitantes (densidade: 15,6 hab./km²).